# Rock 'n' Roll Gypsies
Rock 'n' Roll Gypsies è il secondo disco dal vivo dei Saxon.

## Il disco
Oltre ad essere la prima incisione con Nibbs Carter al basso, segna anche il ritorno di Nigel Glockler dietro ai tamburi dopo il breve abbandono. Venne registrato nel 1988 in Ungheria e vide per la prima volta Biff Byford in veste di produttore. La ristampa in CD del 2001 presenta una copertina differente e due tracce addizionali; inoltre la produzione viene attribuita a tutto il gruppo e non al solo Byford.

## Tracce
1. Power and the Glory
2. And the Bands Played on
3. The Eagle Has Landed (presente solo nella versione in CD)
4. Just Let Me Rock (presente solo nella versione in CD)
5. Rock the Nations
6. Dallas 1PM
7. Broken Heroes
8. Battle Cry
9. Rock N' Roll Gypsy
10. Northern Lady
11. I Can't Wait Anymore
12. This Town Rocks

## Formazione
- Biff Byford - voce
- Graham Oliver - chitarra
- Paul Quinn - chitarra
- Nibbs Carter - basso
- Nigel Glockler - batteria